# Редеєф
Редеєф (араб. الرّدَيِّف) — місто в Тунісі. Входить до складу вілаєту Гафса. Станом на 2004 рік тут проживало 26 143 особи.

## Інфраструктура
Залізнична станція на лінії Редеєф—Мітлаві. Ця лінія використовувалась для транспортування фосфатів із родовищ. 